# Shkumbini Peqin
Klubi Sportiv Shkumbini (KS Shkumbini) este un club de fotbal din Peqin, Albania care evoluează în Kategoria superiore.

## Current squad 2007/08
| Nr. |         | Poziție | Jucător             |
| --- | ------- | ------- | ------------------- |
|     | Albania | P       | Saimir Gjoka        |
| 1   | Albania | P       | Ervin Llani         |
|     | Albania | P       | Elton Hazizi        |
|     | Albania | P       | Gasper Ndoja        |
|     | Albania | P       | Kadri Birja         |
|     | Albania | F       | Rezart Dabulla      |
|     | Albania | F       | Albano Byzhyti      |
|     | Albania | F       | Merdian Kasollja    |
|     | Albania | F       | Alban Hasani Neziri |
|     | Albania | F       | Fejzo Shenaj        |
|     | Albania | F       | Lorenc Pashaj       |
|     | Albania | F       | Alfred Salliu       |
|     | Albania | M       | Egert Kuçi          |
|     | Albania | M       | Ervin Sulejmani     |

| Nr. |                   | Poziție | Jucător               |
| --- | ----------------- | ------- | --------------------- |
|     | Albania           | M       | Ronald Dervishi       |
|     | Albania           | M       | Saimir Patushi        |
|     | Albania           | M       | Erjon Mustafaraj      |
|     | Macedonia de Nord | M       | Aleksandar Jakimovski |
|     | Albania           | M       | Ergys Ismaili         |
| 4   | Albania           | M       | Laert Ndoni           |
|     | Albania           | M       | Astrit Nexha          |
|     | Albania           | M       | Klement Xhyra         |
|     | Albania           | M       | Ilir Qorri            |
|     | Albania           | A       | Saimir Xhagalliu      |
|     | Albania           | A       | Arvis Gjata           |
|     | Albania           | A       | Klevis Dalipi         |
|     | Albania           | A       | Gentian Stojku        |
|     | Albania           | A       | Ligor Maçolli         |

## Parcursul clubului în istorie
| An   | Poziție | Ligă                |
| ---- | ------- | ------------------- |
| 1980 | 6       | Liga secundă        |
| 1981 |         |                     |
| 1982 |         |                     |
| 1983 |         |                     |
| 1984 |         |                     |
| 1985 |         |                     |
| 1986 |         |                     |
| 1987 |         |                     |
| 1988 |         |                     |
| 1989 | 2       | Liga secundă        |
| 1990 |         |                     |
| 1991 |         |                     |
| 1992 |         |                     |
| 1993 |         |                     |
| 1994 | 1       | Liga secundă        |
| 1995 | 7       | Kategoria superiore |
| 1996 | 9       | Kategoria superiore |
| 1997 | 6       | Kategoria superiore |
| 1998 | 4       | Kategoria superiore |
| 1999 | 7       | Kategoria superiore |
| 2000 | 7       | Kategoria superiore |
| 2001 | 5       | Kategoria superiore |
| 2002 | 6       | Kategoria superiore |
| 2003 | 5       | Kategoria superiore |
| 2004 | 7       | Kategoria superiore |
| 2005 | 6       | Kategoria superiore |
| 2006 | 7       | Kategoria superiore |